# Transnationale Akteure
Transnationale Akteure sind nichtstaatliche Akteure in den internationalen Beziehungen. 

## Abgrenzung zu anderen Akteuren
Nicht alle nichtstaatlichen Akteure sind als transnational zu bezeichnen. Auch internationale Organisationen, wie die Vereinten Nationen oder die Welthandelsorganisation, sind nichtstaatliche Akteure, da es sich bei ihnen nicht um Staaten handelt. Internationale Organisationen sind allerdings von Staaten durch einen völkerrechtlichen Akt gegründet, sie werden von Staaten finanziert und nur Staaten bzw. staatsähnliche Organisationen (beispielsweise die Europäische Union) können Mitglied werden.  
Transnationale Akteure sind hingegen der gesellschaftlichen Sphäre zuzuordnen, das heißt, sie können unabhängig von staatlichen Institutionen agieren. Idealtypisch sollten transnationale Akteure weder von Staaten gegründet worden sein noch von diesen finanziert werden. 
Transnationale Akteure müssen ferner über nationalstaatliche Grenzen agieren. Ein Kleingartenverein ist ein gesellschaftlicher Akteur, allerdings kein transnationaler. Wenn der Kleingartenverein jedoch Kooperationen mit Kleingärtnern weltweit betreibt, müsste er als transnationaler Akteur charakterisiert werden. Für die Politikwissenschaft interessant wird er jedoch erst, wenn er politische Relevanz über Landesgrenzen hinaus erfährt. 

## Organisationsformen
- Akteur ist ein weit gefasster Begriff in der Politikwissenschaft. So können Individuen transnationale Akteure sein, wenn ihr internationaler Einfluss auf ihren persönlichen Eigenschaften beruht, und nicht allein abgeleitet aus den Ressourcen ihrer Organisationen ist.

Beispiele: Johannes Paul II., der Dalai Lama, George Soros, Ted Turner.
- In der Politikwissenschaft werden zumeist kollektive Akteure untersucht. Diese lassen sich nach ihren Organisationsformen unterscheiden.
- Soziale Netzwerke sind Zusammenschlüsse von Individuen und/oder Gruppen, die sich aus freien Stücken unterstützen und dabei Ressourcen austauschen.

Beispiele: Epistemic Communities, Terrornetzwerke
- Soziale Bewegungen sind nicht formal organisiert, verfügen aber über eine Anhängerschaft, die auf umfassende soziale Veränderungen drängt.

Beispiele: Globalisierungskritiker, internationale Friedens-, Frauen- und Ökologiebewegung
- Organisationen beruhen auf formaler Mitgliedschaft und arbeitsteiliger und hierarchischer Organisation. Transnationale Organisationen im engeren Sinne sollten Mitglieder aus mindestens drei Staaten umfassen.

Beispiele: Internationale Nichtregierungsorganisationen (Amnesty International, Greenpeace  etc.), Multinationale Unternehmen